# Сант'Ана Ривето (Кунео)
Сант'Ана Ривето је насеље у Италији у округу Кунео, региону Пијемонт.
Према процени из 2011. у насељу је живело 3 становника. Насеље се налази на надморској висини од 202 м.